# Omori Kotaro
Omori Kotaro (大森 晃太郎 Ōmori Kōtarō, sinh ngày 28 tháng 4 năm 1992) là một cầu thủ bóng đá người Nhật Bản hiện tại thi đấu cho đội bóng J1 League FC Tokyo.

## Thống kê câu lạc bộ
Cập nhật gần đây nhất: 25 tháng 12 năm 2016
| Thành tích câu lạc bộ | Thành tích câu lạc bộ | Thành tích câu lạc bộ | Giải vô địch | Giải vô địch | Cúp                   | Cúp                   | Cúp Liên đoàn | Cúp Liên đoàn | Châu lục | Châu lục  | Khác1   | Khác1     | Tổng cộng | Tổng cộng |
| Mùa giải              | Câu lạc bộ            | Giải vô địch          | Số trận      | Bàn thắng    | Số trận               | Bàn thắng             | Số trận       | Bàn thắng     | Số trận  | Bàn thắng | Số trận | Bàn thắng | Số trận   | Bàn thắng |
| Nhật Bản              | Nhật Bản              | Nhật Bản              | Giải vô địch | Giải vô địch | Cúp Hoàng đế Nhật Bản | Cúp Hoàng đế Nhật Bản | Cúp Liên đoàn | Cúp Liên đoàn | Châu Á   | Châu Á    |         |           | Tổng cộng | Tổng cộng |
| --------------------- | --------------------- | --------------------- | ------------ | ------------ | --------------------- | --------------------- | ------------- | ------------- | -------- | --------- | ------- | --------- | --------- | --------- |
| 2011                  | Gamba Osaka           | J1                    | 1            | 0            | 1                     | 0                     | 0             | 0             | 0        | 0         | -       | -         | 2         | 0         |
| 2012                  | Gamba Osaka           | J1                    | 4            | 0            | 2                     | 0                     | 0             | 0             | 1        | 0         | -       | -         | 7         | 0         |
| 2013                  | Gamba Osaka           | J2                    | 16           | 1            | 2                     | 0                     | -             | -             | -        | -         | -       | -         | 18        | 1         |
| 2014                  | Gamba Osaka           | J1                    | 24           | 5            | 4                     | 0                     | 8             | 2             | -        | -         | -       | -         | 36        | 7         |
| 2015                  | Gamba Osaka           | J1                    | 30           | 3            | 1                     | 1                     | 5             | 1             | 7        | 1         | 5       | 0         | 48        | 6         |
| 2016                  | Gamba Osaka           | J1                    | 25           | 3            | 1                     | 0                     | 5             | 0             | 3        | 0         | 0       | 0         | 34        | 3         |
| Tổng cộng             | Tổng cộng             | Tổng cộng             | 100          | 12           | 11                    | 1                     | 18            | 3             | 11       | 1         | 5       | 0         | 145       | 17        |
| 2017                  | Vissel Kobe           | J1                    | 26           | 4            | 0                     | 0                     | 0             | 0             | -        | -         | -       | -         | 0         | 0         |
| Tổng cộng             | Tổng cộng             | Tổng cộng             | 26           | 4            | 3                     | 1                     | 5             | 0             | -        | -         | -       | -         | 34        | 5         |
| 2018                  | FC Tokyo              | J1                    | 0            | 0            | 0                     | 0                     | 0             | 0             | -        | -         | -       | -         | 0         | 0         |
| Tổng cộng             | Tổng cộng             | Tổng cộng             | 0            | 0            | 0                     | 0                     | 0             | 0             | -        | -         | -       | -         | 0         | 0         |
| Tổng cộng sự nghiệp   | Tổng cộng sự nghiệp   | Tổng cộng sự nghiệp   | 126          | 16           | 14                    | 2                     | 23            | 3             | 11       | 1         | 5       | 0         | 179       | 22        |

 1 Bao gồm J. League Championship, Siêu cúp Nhật Bản và Giải bóng đá vô địch Suruga Bank appearances.
Thành tích đội dự bị
| Thành tích câu lạc bộ | Thành tích câu lạc bộ | Thành tích câu lạc bộ | Giải vô địch | Giải vô địch | Tổng cộng | Tổng cộng |
| Mùa giải              | Câu lạc bộ            | Giải vô địch          | Số trận      | Bàn thắng    | Số trận   | Bàn thắng |
| Nhật Bản              | Nhật Bản              | Nhật Bản              | Giải vô địch | Giải vô địch | Tổng cộng | Tổng cộng |
| --------------------- | --------------------- | --------------------- | ------------ | ------------ | --------- | --------- |
| 2016                  | U-23 Gamba Osaka      | J3                    | 2            | 0            | 2         | 0         |
| Tổng cộng sự nghiệp   | Tổng cộng sự nghiệp   | Tổng cộng sự nghiệp   | 2            | 0            | 2         | 0         |

## Danh hiệu
- J. League Division 1 - 2014
- J. League Division 2 - 2013
- Cúp Hoàng đế Nhật Bản - 2014, 2015
- J. League Cup - 2014
- Siêu cúp Nhật Bản - 2015